# Andrés Paz
Andrés Leonardo Paz (30 novembre 1963) è un ex calciatore venezuelano, di ruolo difensore.

## Caratteristiche tecniche
Giocava come difensore centrale; era abile nell'esecuzione dei calci di punizione.

## Carriera

### Club
Fece parte per molti anni della rosa del Deportivo Táchira (13 stagioni). Vestì anche le maglie di Marítimo e Nacional Táchira; con quest'ultima squadra chiuse la carriera nel 1997 dopo due stagioni in massima serie.

### Nazionale
Nel 1986 giocò in Nazionale olimpica; ottenne 8 presenze in Nazionale tra il 1989 e il 1991. Esordì nell'amichevole del 18 maggio contro il Perù a Lima, scendendo in campo da titolare; fu poi convocato per la Coppa America 1989, e vi disputò 3 incontri. Nello stesso anno giocò 3 partite durante le qualificazioni al campionato del mondo 1990. Nel 1991 tornò in Nazionale in occasione della Coppa America: venne espulso nell'unica gara giocata, contro il Perù.

## Palmarès

### Club

#### Competizioni nazionali
- Campionato venezuelano: 1

Unión Atlético Táchira: 1986